# Буквы Живого

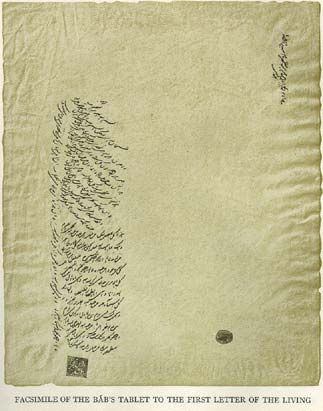

Буквы Живого (англ. Letters of the Living, араб. حروف الحي‎) — в бабизме 18 первых верующих, независимо друг от друга признавших Баба в 1844 году, с 23 мая по 2 июля.

## Имена Букв Живущего
Имена Букв Живущего перечислены в Повествовании Набиля, глава 3, стр. 80.
- Мулла Хусейн
- Мухаммад-Хасан Бушру’и
- Мухаммад-Бакир Бушру’и
- Мулла Али Бастами
- Мулла Худа-Бахш Кучани
- Мулла Хасан Баджистани
- Сийид Хусайн Язди
- Мулла Мухаммад Раудих-Хан Язди
- Са’ид Хинди, Мулла Махмуд Кху’е
- Мулла (Абдул-)Джалил Уруми (Урдубади)
- Мулла Ахмад-и-Ибдал Марагхи’и
- Мулла Бакир Табризи
- Мулла Юсуф Ардибили
- Мулла Хади Казвини
- Мулла Мухаммад-Али Казвини
- Тахире
- Куддус